# اچ‌ام‌اس مونتاگو (۱۷۵۷)
اچ‌ام‌اس مونتاگو (۱۷۵۷) (به انگلیسی: HMS Montagu (1757)) یک کشتی بود که طول آن ۱۵۷ فوت ۳ اینچ (۴۷٫۹ متر) بود. این کشتی در سال ۱۷۵۷ ساخته شد.